# Elemír Halász-Hradil

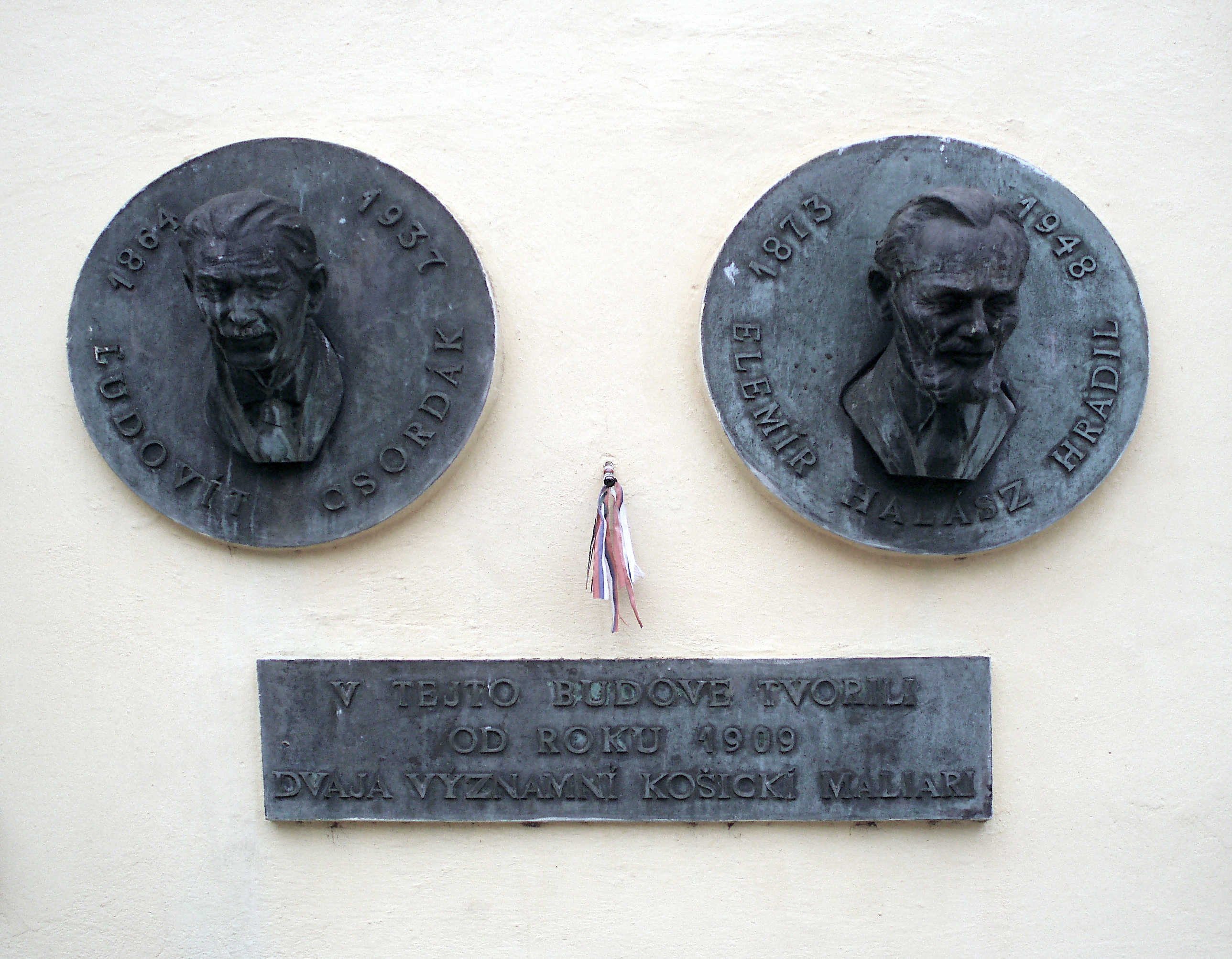
Due rilievi degli artisti ricordano l'edificio di Košice dove lavorarono Elemír Halász-Hradil e Ľudovít Čordák, che ebbero per lungo tempo uno studio in comune.

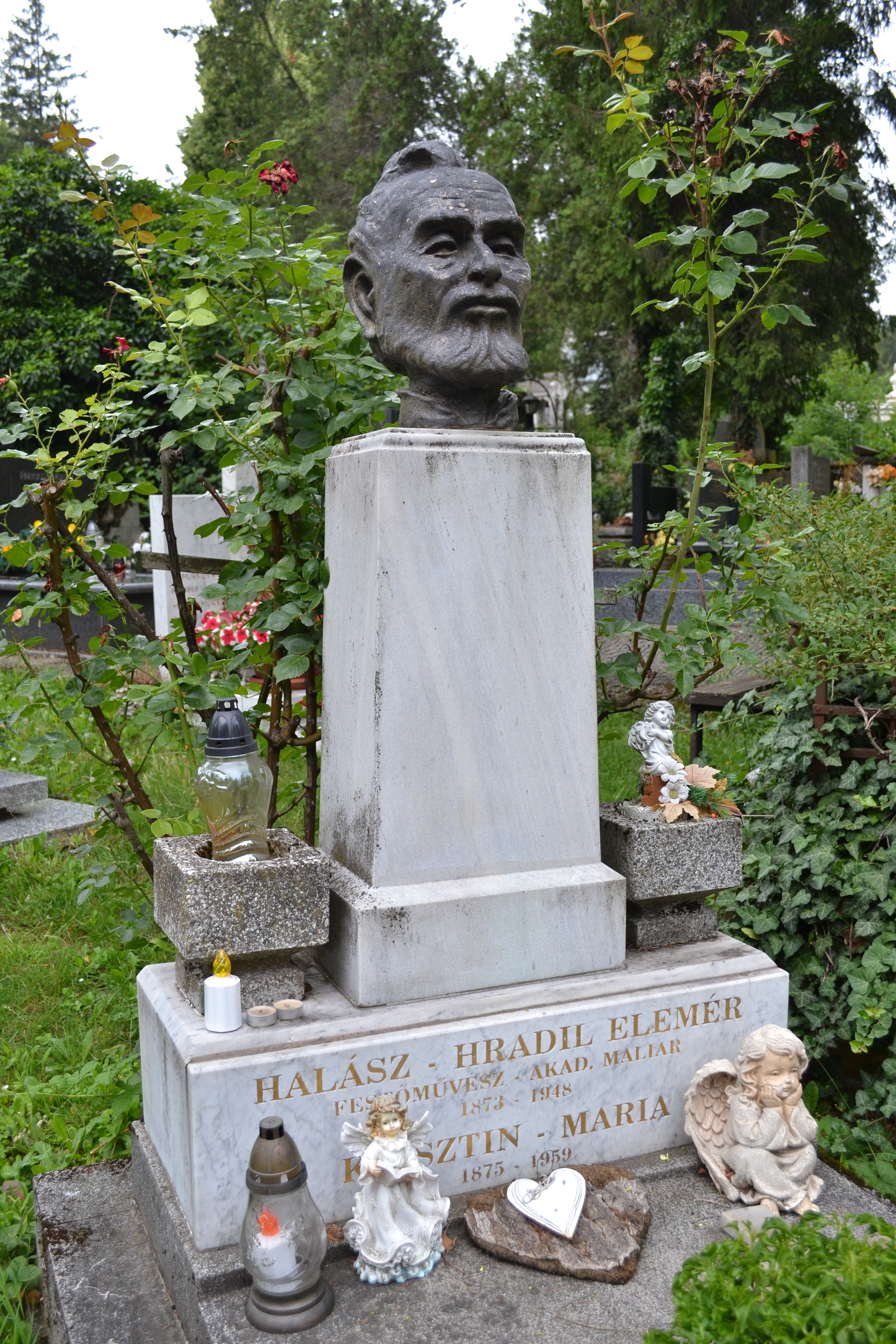
La tomba di Elemír Halász-Hradil al cimitero di Košice.

Elemír Halász-Hradil, in ungherese Elemér Halász-Hradil, (Miskolc, 18 aprile 1873 – Košice, 9 dicembre 1948), è stato un pittore slovacco di origini ungheresi.

## Biografia
Visse a Vienna dal 1892 al 1894. L'anno successivo si trasferì a Košice, che lasciò poi per lunghi periodi di studio: infatti studiò dal 1897 al 1901 alla scuola privata di Simon Hollósy a Monaco di Baviera; proseguì gli studi dal 1902 al 1903 all'Académie Julian di Parigi con il professor Jean-Paul Laurens. Negli anni 1913-1914 frequentato la scuola del maestro Gyula Benczúr a Budapest. Abitò ancora a Košice fino al 1915, quando si arruolò nell'esercito austro-ungarico: durante la Prima guerra mondiale fu pittore in prima linea dell'esercito. Si stabilì definitivamente a Košice nel 1918 e vi rimase fino alla morte, dando lezioni private di pittura. Ebbe fra i suoi allievi Konštantín Bauer, Béla Kontuly, János Kmetty, Jozef Fabini, Ján Grotkovský, Jozef Kollár, Július Bukovinský e altri. Fu attivamente coinvolto nel dipartimento artistico della società Kazinczy di Košice, di cui fu presidente dal 1924 al 1935. 
Allestì sue mostre personali dopo il 1897 a Baia Mare e a Budapest e poi a Košice: nel 1902 con Ede Lengyel-Rheinfuss, nel 1909 e nel 1912 con Ľudovít Čordák, nel 1920 e nel 1929 con Anton Jasusch e Gejza Kieselbach.
Elemír Halasz-Hradil nella sua produzione artistica può essere collocato nelle file dell'impressionismo.